# ブランドン・タルティコフ
ブランドン・タルティコフ（Brandon Tartikoff 1949年1月13日 - 1997年8月27日）は、NBCエンタテインメント部門の元社長、パラマウント・ピクチャーズの元会長。

## 略歴
1949年1月13日、ニューヨーク州ロングアイランド郊外のフリーポートでユダヤ系家族に生まれた。
子供の頃からコメディ番組やトーク番組が大好きで、母親は早くから周囲の友達と違うと感じていた。両親が言うには10歳のときに『わんぱくデニス』（1959年の実写版）を見ながら「配役が良くない」などと評論していたという。
エール大学に進学するとフェンシング部の部長を務めると共に、後に著名な漫画家となるギャリー・トゥルードーらと学内の日刊紙を発行した。大学でロバート・ペン・ウォーレン(1905–1989)の講義を受けたとき「きみは放送業界の職に就くべきだ」とウォーレンに薦められ、WTNH-TV（コネチカット州で最初のテレビ局）に就職した。その翌年ABCネットワークの傘下にあるシカゴのWLS-TVに転職した。
25歳の頃、リンパ腺の癌と言われるホジキンリンパ腫を発症し、治療を受けながらも休まずに仕事を続けた。休暇のたびにロサンゼルスに行って大手ネットワーク局の職探しをした。やがてWLS-TVでの仕事ぶりがABCのフレッド・シルバーマンCEOに認められ、1976年にABCに採用された。

### NBC時代
1979年、業績が思わしくなかったNBCはフレッド・シルバーマンをABCから引き抜いた。その際シルバーマンはタルティコフを誘い、NBCコメディ部門の責任者に任命した。
だがシルバーマンCEOは業績を上げることができず、わずか2年で引責辞任した。次のCEOにグラント・ティンカーが選任され、それに伴いタルティコフは32歳の若さでNBCエンタテインメント部門(NBC's Entertainment Division)の社長に任命し、ドラマ部門を任せた。初期に担当した番組は『ヒルストリート・ブルース』『チアーズ』『特攻野郎Aチーム』などがある。
しかし翌年、10年前に発症したホジンキリンパ腫が再発する。前回より深刻で約1年間の科学療法を受けるが、かつらと人工の眉毛を付けて病気を隠しながら仕事を続けた。自分の死期を知ったことが仕事へのエネルギー源になったとも語っている。
タルティコフの仕事ぶりは徐々に成果となって表れた。彼が意欲的に取り組んだ『コスビー・ショー』は当時視聴率トップのCBSの『私立探偵マグナム』の時間帯にぶつけ勝利し、1980年代最大のヒット作の一つとなった。
また、あるNBC幹部が「最近のテレビ俳優は顔ばかりで演技力に欠ける」と不満を漏らしたのをヒントに、タルティコフは風変わりな私立探偵を思い付いた。『ありがとう、わかりました、フリーズ！(動くな)などの6つの単語しか言わない主人公。その代わり喋るのは彼の愛車』・・・幹部の発言を皮肉った半ば冗談のアイデアだったが、『ナイトライダー』の原点となった。ソープドラマ（いわゆる昼ドラ）の常連だった無名のデヴィッド・ハッセルホフを見い出したのもタルティコフだった。
『特捜刑事マイアミ・バイス』は史上最高の製作費を注ぎ込み、それまでのテレビドラマの常識を覆した。
1981年の収益が4,800万ドルだったのに対し、1984年は2億1,800万ドルに増加、さらに68週連続で視聴率1位を記録した1989年は6億5000万ドルという快挙を成し遂げた。NBCは3大ネットワークのトップに返り咲いた。

### 失敗談
『ファミリータイズ』の主役にマイケル・J・フォックスが有力だと聞いたタルティコフは、彼の容姿と低い身長が気に入らず「彼は弁当箱を飾るような男にはなれないよ」（アメリカでは人気ドラマや漫画のキャラクターがプリントされた子供用の弁当箱に需要がある）と冷たく言い放った。彼はマシュー・ブロデリックを推していたのだが、プロデューサーの熱意に折れ仕方なく承諾した。ところが『ファミリータイズ』は全米2位の人気番組になり、マイケル・J・フォックスはこの番組で一躍スターになった。後にフォックスは、自分の顔写真をプリントした特注の弁当箱をタルティコフに贈った。タルティコフは間違いを公式に認め、反省の意を込めて弁当箱をオフィスに飾っておいたという。
また『となりのサインフェルド』のパイロットフィルムを見た彼は「ニューヨークをうろつく神経症のユダヤ人など誰が見たがるんだ？」と批評した。彼自身もニューヨーク生まれのユダヤ人で、自分のような偏ったキャラクターがニューヨーク以外の地域で受け入れられるとは思えなかったのだ。結果は「全米の4人に1人が見た」と言われるほどのヒット作となった。

### NBC引退後
1991年にNBCを去り、42歳でパラマウント・ピクチャーズの会長に就任した。『ウェインズ・ワールド』『1492コロンブス』『パトリオット・ゲーム』『スタートレックV 新たなる未知へ』などの制作に関わった。
その翌年の1月、別荘のあるレイクタホ近くで交通事故を起こし、タルティコフは複数の骨折で入院し、同乗していた8歳の娘カーラが脳に障害が残るほどの重傷を負った。カーラの長期リハビリに付き添うため、わずか15ヶ月でパラマウント・ピクチャーズを辞任した。ただし辞任の理由はそれだけでなく幹部たちと意見が衝突していたからとも言われている。
パラマウントを辞任してH・ビール(H. Beale Company)という番組制作会社を起ち上げた。社名は映画『ネットワーク』(1976)の主人公ハワード・ビール（ピーター・フィンチ演じる狂信的なテレビキャスター）から拝借している。
1994年に国際的報道機関であるニューワールド・コミュニケーションズの社長に就任。翌年会長になったが同社が買収されると知って引退。1997年、AOLの会長になり世界初の双方向番組のシステムを構築した。
1997年8月、ホジキンリンパ腫を再発しロサンゼルスの病院で数か月の闘病生活を続けたが、48歳で亡くなった。
『スタートレック：ディープスペースナイン』シーズン6・1話、『となりのサインフェルド』シーズン9・1話で追悼メッセージが流された。

### ブランドン・タルティコフ・レガシー・アワード
タルティコフが亡くなってから7年後、NATPE財団（全米テレビ番組役員協会）によって「ブランドン・タルティコフ レガシーアワード」が発足した。テレビ業界での輝かしい活躍を讃える賞で、毎年マイアミで授賞式が開催されている。
第1回の受賞者はタルティコフだった。

### ブランドン・タルティコフ・レガシー・コレクション
2012年、タルティコフが残した4,000通あまりの文書が妻リリーから南カリフォルニア大学（USC）映画学科に寄贈された。同校の卒業生であるジョージ・ルーカスらが提案したもので、NBCに入社した1979年からパラマウント・ピクチャーズを引退した1992年までに取り交わした書類や手紙、スピーチ、インタビューの記録などが含まれる。これらはUSCシネマライブラリーに永久保存されている。

## プライベート
- 1982年にニューヨーク・シティ・バレエ団に在籍した経歴のあるリリー・サミュエルズと結婚した。長女のカーラ・リアンヌと、養子として迎え入れた次女のエリザベス・ジャスティンがいる[20]。
- ブランドンの死後、リリーは全米女性癌研究同盟を設立し、さらに全米大腸癌研究同盟を共同設立した。これらはアメリカでも有数の募金活動団体となっている[21]。
- 1991年の交通事故は、ネバダ州レイクタホの別荘でクリスマス休暇を過ごしているときのことだった。1月1日の正午ごろ、タルティコフは娘のカーラを乗せて国道50号線に出ようとしたところ、直進してきた18歳の青年が運転する車が衝突した。事故は双方に責任があったと結論付けられ刑事告訴には発展しなかった[22]。この事故でタルティコフは複数の骨折をし、1ヶ月入院した。8歳のカーラは脳に重度の損傷を負い、5年間のリハビリ生活を続けた[23]。
- ディズニーのテレビアニメ『ガミー・ベアの冒険』に登場するカーラ王女は彼女に因んで名付けられた。
- 1972年、23歳のときにホジキンリンパ腫を発症。化学療法で抑え込んだように思えたが10年後の1982年に再び発症する。1997年に再発し48歳で亡くなった。
- ピーク時には1年間に1千万ドルの報酬を得ており、ビバリーヒルズに住居を構え、亡くなったときの資産は5千万ドルを超えていたという[24]。
- 父ジョーダン・タルティコフと母エニドは1977年にカナリア諸島で起きた『テネリフェ空港ジャンボ機衝突事故」のパンアメリカン航空1736便に乗っていた。乗員乗客644人のうち583人が死亡する大惨事となったが2人とも奇跡的に助かった[25]。